# Camillo Ferrè
Camillo Ferè (Legnano, 31 agosto 1908 – Legnano, 14 agosto 1997) è stato un calciatore italiano, di ruolo attaccante.

## Carriera
Ha giocato in Serie A con il Legnano.